# ديفان بيلي
ديفان بيلي (بالإنجليزية: Devan Bailey)‏ مواليد 10 مايو 1989 في إنجلترا، هو لاعب كرة سلة بريطاني. بدأ مسيرته الاحترافية في سنة 2011. يلعب مع تشيشير فونيكس في دوري كرة السلة البريطاني. يحمل الرقم 9.

## المسيرة الاحترافية
لعب مع ميرسي تايغرز في موسم 2011–2012، ثم لعب مع مانشستر جاينتز في موسم 2012–2013، ثم لعب مع تشيشير فونيكس في موسم 2013–2014.

## روابط خارجية
- ديفان بيلي على موقع كرة السلة الأوروبية.كوم (الإنجليزية)
- ديفان بيلي على موقع كلية كرة السلة في سبورتس رفرنس.كوم (الإنجليزية)
- ديفان بيلي على موقع ريلجم (الإنجليزية)
- ديفان بيلي على موقع بروبوليرز (الإنجليزية)